# Naousa (Imathia)
Naousa (græsk: Νάουσα, historisk Νάουσσα - Naoussa; aromunsk: Naustã), officielt Den heroiske by Naousa er en by i den regionale enhed Imathia i Centralmakedonien i Grækenland, med en befolkning på 21.139 (2016). Den har siden siden det 19. århundrede været et industricenter, og i det meste af det 20. århundrede var Naousas historie tæt sammenflettet med Lanaras-familiens historie, lokale industrifolk, der på højden af deres indflydelse beskæftigede næsten halvdelen af Naousas befolkning i deres tekstilfabrikker. Lanaras-familien byggede hospitaler, sociale centre osv., mens gaderne i Naousa blev opkaldt efter familiemedlemmer. I 1990'erne og 2000'erne lukkede de fleste af de lokale fabrikker imidlertid, hvilket efterlod Naousa med et alvorligt (og stadig uløst) arbejdsløshedsproblem.

## Kommunen
Kommunen Naousa blev dannet ved kommunalreformen i 2011 ved sammenlægning af følgende 3 tidligere kommuner, der blev til kommunale enheder: 
- Anthemia
- Eirinoupoli
- Naousa

Kommunen har et areal på 425,5 km2, den kommunale enhed 300,9 km2.

### Provins
Provinsen Naousa (græsk: Επαρχία Νάουσας ) var en af provinserne Imathia. Den havde samme udstrækning som den nuværende kommune, og blev nedlagt i 2006.

## Historie
Byen ligger i det antikke Emathia vest for den antikke makedonske by Mieza og stedet for den antikke Aristoteles skole. Området var, ifølge Herodot, stedet hvor Kong Midas frugtbare haver var beliggende. Senere, i byens nuværende beliggenhed, etablerede romerne kolonien Nova Augusta. Navnet ændrede sig gennem århundrederne til Niagusta, Niaousta og Niaousa, indtil det blev nutidens Naousa. Det var kendt som "Ağustos" under osmannisk styre.
I 1705 ledede en armatolos ved navn Zisis Karademos et græsk oprør mod den lokale osmanniske garnison.
I 1822, under den græske uafhængighedskrig, kom kampene i det centrale Makedonien mod tyrkerne til en dramatisk finale i Naousa. Abdul Abud, Pashaen fra Thessaloniki, ankom den 14. marts i spidsen for en 16.000 stærk styrke og 12 kanoner. Grækerne forsvarede Naousa med en styrke på 4.000 under Anastasios Karatasos, Dimitrios Karatasos, Aggelis Gatsos, Karamitsos og Philippos, søn af Zafeirakis Theodosiou, under overordnet kommando af Zafeirakis Theodosiou og Anastasios Karatasos. Tyrkerne forsøgte at indtage byen Naousa den 16. marts og igen den 18. og 19. marts uden held. Den 24. marts begyndte tyrkerne et bombardement af bymuren, der varede i flere dage. Efter anmodninger om byens overgivelse blev afvist af grækerne, angreb tyrkerne St. Georges port langfredag den 31. marts. Det tyrkiske angreb mislykkedes, men den 6. april, efter at have modtaget friske forstærkninger på omkring 3.000 mand, overvandt den tyrkiske hær endelig den græske modstand og gik ind i byen. I en berygtet hændelse, da oprørerne var ved at forlade byen, begik nogle af de efterladte kvinder selvmord ved at falde ned ad en klippe over den lille flod Arapitsa. Zafeirakis Theodosiou blev forfulgt af en tyrkisk enhed og blev dræbt. De andre græske ledere trak sig tilbage mod syd. Faldet og massakren på Naousa markerede afslutningen på den græske revolution i det centrale Makedonien. En bemærkelsesværdig overlevende fra hændelsen var den græsk-amerikanske flygtning Gregory Anthony Perdicaris.

## Geografi
Naousa ligger i det nordvestlige Imathia, 22 kilometer nord for Veroia og 90 kilometer vest for Thessaloniki, og er den største by i det nordlige Grækenland. Byen ligger i de østlige forbjerge af Vermio-bjergene, en af de største bjergkæder i Grækenland, og vest for sletten Kambania (eller Giannitsa ). Naousa er i dag den største skovejende kommune i landet  og er også omgivet af frugtplantager, der producerer ferskner, æbler, kirsebær og andre frugter, mens marmelademærket Naousa er velkendt over hele Grækenland. Naousa er også kendt for sine parker og skisportssteder. På grund af sin beliggenhed kan højden stige med så meget som 150 meter mellem den laveste og højeste del af byen, og den når næsten 550 moh. i Saint Nicholas Park. Naousa er også hjemsted for en af de tre kvindelige navngivne græske floder, Arapitsa; De to andre er Neda på Peloponnes og Erkyna i Livadia.

## Galleri
- Mattheou-palæ
- Stumbani vandfald i byen
- Kommuneskole
- Monument til "Heroids of 1822"
- Luftfoto
- Agios Nikolaos-park
- Traditionel kjole